# KkStB 280
Die Dampflokomotivreihe kkStB 280 war eine Gebirgsschnellzug-Schlepptenderlokomotive der k.k. Staatsbahnen Österreichs, welche auch von der Österreichischen Südbahn beschafft wurde.

## Geschichte

Schnellzug mit Lok der Reihe 280 beim Wasserfassen

Die topographischen Besonderheiten Österreichs als Gebirgsland und die steigenden Zuggewichte sorgten bald dafür, dass die Reihe 170 für den Schnellzugdienst auf den Bergstrecken zu schwach war. Karl Gölsdorf schuf daraufhin speziell für Schnellzüge auf der Arlbergbahn die fünffach gekuppelte Lokomotivreihe 280 mit Vierzylinder-Verbundtriebwerk. Da die schwachen Brücken nicht mehr Gewicht zuließen, war die Achsmasse auf 13,8 t zu beschränken. Gölsdorfs Entwurf ist daher ein Paradestück des Lokomotivleichtbaus.
Ähnlich wie bei der Reihe 110 wurde der zweite Kesselschuss konisch erweitert, um mehr Dampfraum zu erhalten. Der eingebaute Clench-Dampftrockner bewährte sich nicht und wurde nach 1918 wieder entfernt. Die Maschinen erhielten, wie fast alle am Arlberg eingesetzten Lokomotiven, eine Ölzusatzfeuerung, um die Rauchentwicklung in den Tunnels zu vermindern.
Die drei Lokomotiven wurden 1906/07 von der Lokomotivfabrik der StEG geliefert.
Auf der Arlberg-Ostrampe mit 26-‰-Steigung beförderten die 280er einen 280 t-Zug (entsprechend sieben voll besetzten Vierachsern) mit 32 km/h. Bei Probefahrten wurden in der Ebene 92 km/h erreicht. Bei 50 km/h leisteten die 280er 1650 PS.
Durch den Siegeszug der Heißdampflokomotiven bedingt, wurden keine weiteren 280er von der kkStB bestellt.
Nach dem Ersten Weltkrieg kamen alle drei Maschinen zur BBÖ, die zwei Exemplare auf Heißdampf umbaute, sie aber mangels Erfolg 1929/30 ausmusterte.
Die dritte Maschine überlebte nur ein Jahr länger.
Die Südbahn beschaffte 1908 (zwei Stück) und 1911 (drei Stück) der Reihe 280 für den Bergdienst am Brenner. Die Lokomotivfabrik Floridsdorf trat dabei als Lieferant auf. Nach 1918 wurden diese fünf Maschinen den FS zugeteilt, die sie als Reihe 478 einordneten. 1945 gingen mit der Abtretung Istriens davon zwei an die JDŽ als 07-16 und 17.